# Prospekt Veteranov (stanice metra v Petrohradu)
Prospekt Veteranov (rusky Проспект Ветеранов) je stanice petrohradského metra, konečná stanice linky 1. Provoz nového úseku byl zahájen 5. října 1977, po skončení slavnostního shromáždění v sousední stanici. Stanice je pojmenována podle stejnojmenné magistrály, ačkoli leží od ní stranou.

## Vstupy
Protože je stanice mělce založena, postrádá vestibul a eskalátory. Je přístupná podchody z bulváru Novatorov: ze směru Dačnovo prospekta a ze směru ulice Tankista Chrustickovo.

## Podzemí
Stanice je mělce založené, přibližně 8 metrů po povrchem. Podzemní prostory byly vybudovány podle projektu architekta V. G. Chilčenka a inženýra S. P. Ščukina. Podobně jako stanice Leninskij prospekt je stanicí moskevského typu a takové jsou v petrohradském metru nepočetnou výjimkou.
Za stanicí se nachází zhlaví se šesti výhybkami.